# Thesium pseudovirgatum
Thesium pseudovirgatum är en sandelträdsväxtart som beskrevs av Margaret Rutherford Bryan Levyns. Thesium pseudovirgatum ingår i släktet spindelörter, och familjen sandelträdsväxter. Inga underarter finns listade i Catalogue of Life.